# 雁風呂
雁風呂（がんぶろ）とは、青森県津軽地方に伝わるとされた風習の一つ。また、それにまつわる伝説。雁供養ともいう。

## 概要
青森県には「雁風呂」「雁供養」という伝説が伝わるとされていた。

月の夜、雁は木の枝を口に咥えて北国から渡ってきて、飛び疲れると波間に枝を浮かべ、その上に停まって羽根を休める。そうやって津軽の浜までたどり着くと、要らなくなった枝を浜辺に落とす。日本で冬を過ごした雁は早春の頃、浜の枝を拾って北国に戻って行く。雁が去ったあとの浜辺には、生きて帰れなかった雁の数だけ枝が残っている。浜の人たちは、その枝を集めて風呂を焚き、不運な雁たちの供養をしたという。

木片を落とす場所は、函館の一つ松付近という説と津軽の海岸という説が見受けられる。該当する地方に雁風呂の風習がいつ頃からあったのか、そもそもそういった風習が存在したのかという疑問の声もある。2012年、青森県立図書館の調査により、上記の伝説は1974年のテレビCMで広まったものであり、青森県内で伝承されたものではないと判明した。また、伝説の基となった物語は四時堂其諺『滑稽雑談』（1713年（正徳3年）成立）巻16に収められているが、日本ではなく他国の島での話として収められた物語と判明した。

## 落語
古典落語にはこの伝説を主題とした話がある。サゲがつく形式は上方のもので、桂三木助 (2代目)から三遊亭圓生 (6代目)に伝えられた。演者により細部が異なる。

### あらすじ
水戸黄門が江戸から上方へのお忍び旅の道中、昼食に訪れた掛川宿の飯屋に、「松に雁」、松の下に何やらが積んである不思議な絵の屏風があった。通りすがりの浪人者は、土佐将監（しょうげん）光信とあるが、松には鶴、雁には月を描くもので、光信ともあろう絵師がこの様な絵を描く筈はなく偽物だという。店の主も、購入した父親は家宝と言うが、この様なものを出してと店の者を叱り、売り付けた道具屋の愚痴を言う。
黄門様はその絵の筆致は確かに光信と分かったが、やはり松に雁という図がよく分からない。訝しんでいる所に、江戸へ向かう二人連れの商人が到着し、昼食を注文する。ふと旦那の方が件の屏風に眼をやり、これは結構なものを見せて貰った、光信の絵だ、という。供の方も「雁風呂」と画題を見抜く。しかしこの絵を理解出来る者は少なかろうと旦那は嘆じる。
「フシ穴」にされてしまった黄門様は、この商人の旦那に絵解きを依頼する。水戸黄門と知り恐縮しながらも、旦那は「雁風呂」の話を解説する。成程佳い話を聞かせて貰ったと喜ぶ黄門様。そして並みの商人ではないと思い名を訊ねると、旦那は大坂で一代で莫大な身上を築いた淀屋辰五郎の息子（二代目）であると身を明かす。かつて大坂一の金持ちで、淀屋橋を一建立で造るなどしたものの、奢りが過ぎて家を取り潰され、多くの奉公人らが路頭に迷っている。彼らのために大名を回り、以前貸した金の幾らかでも返して貰える様にお願いして歩いているが、咎人が何を申すかと取り付く島もないと歎く。
僭上の沙汰ありとは全くの難癖、実際は金を借りるだけ借りて返済に困った大名達が、逃れるために権力を以て淀屋を潰したという実態を知っている黄門様は不憫に思う。一番の大口が柳沢美濃守の三千両であると知ると、ならばと黄門様は一筆したため、便宜を図ってやる。お墨付きを貰った淀屋は大層感謝する。
黄門様が出発した後、お供の者が「旦那、上手いこといきましたなぁ。雁風呂の講釈をしただけで、もう諦めていました貸し金（かしがね）が、取れる訳でございますから」と言うと、淀屋「そらそうや、雁（かりがね）の講釈をしたんや」（お供「雁風呂の話一つで三千両とは、旦那、高い雁ですな」淀屋「その筈じゃ、貸し金を取りに行くのじゃ」）